# Musa cheesmanii
Musa cheesmanii là một loài thực vật có hoa trong họ Musaceae. Loài này được N.W.Simmonds mô tả khoa học đầu tiên năm 1956.